# جاك كولكاي كيث
جاك كولكاي كيث (بالألمانية: Jack Culcay-Keth) مواليد 26 سبتمبر 1985 في الإكوادور، هو ملاكم محترف ألماني يصنف ضمن فئة الوزن المتوسط بدأ مسيرته الاحترافية سنة 2009 حيث انتصر في نزاله الأول. شارك في دورة الألعاب الأولمبية الصيفية سنة 2008.

## إحصائيات
خاض خلال مسيرته 35 نزالا، فاز في 31 ولم يتعادل وخسر في 4. فاز بالضربة القاضية في 13 نزالا.

## روابط خارجية
- جاك كولكاي كيث على موقع بوكس ريك (الإنجليزية) (registration required)
- جاك كولكاي كيث على موقع اللجنة الأولمبية الدولية (الإنجليزية)
- جاك كولكاي كيث على موقع أوليمبيديا (الإنجليزية)